# Jaromír Kozák
Jaromír Kozák (* 1962) je spisovatel, překladatel, badatel v oblasti hermetismu, esoteriky, psychického výzkumu, religionistiky a historie s důrazem na egyptologii.
Akademické vzdělání získal na Univerzitě Karlově v Praze v oborech egyptologie a archeologie.[zdroj⁠?!] Do povědomí širší veřejnosti se dostal především vydáváním a oživováním překladů starověkých i pozdějších literárních spisů, např. egyptské knihy mrtvých. Někteří prohlašují jeho díla za pochybná, především proto, že údajně nepřekládá z pramenných jazyků, ale pouze z angličtiny či němčiny (ačkoli například Egyptská kniha mrtvých obsahuje i prvopřeklady z originálu). Český klub skeptiků Sisyfos mu v roce 2005 udělil ocenění stříbrný Bludný balvan za „alternativní přínos zejména egyptologii, spiritismu a kvantové mechanice“.